# Calophyllum brasiliense
Calophyllum brasiliense là một loài thực vật có hoa trong họ Calophyllaceae. Loài này được Cambess. mô tả khoa học đầu tiên năm 1828.

## Hình ảnh

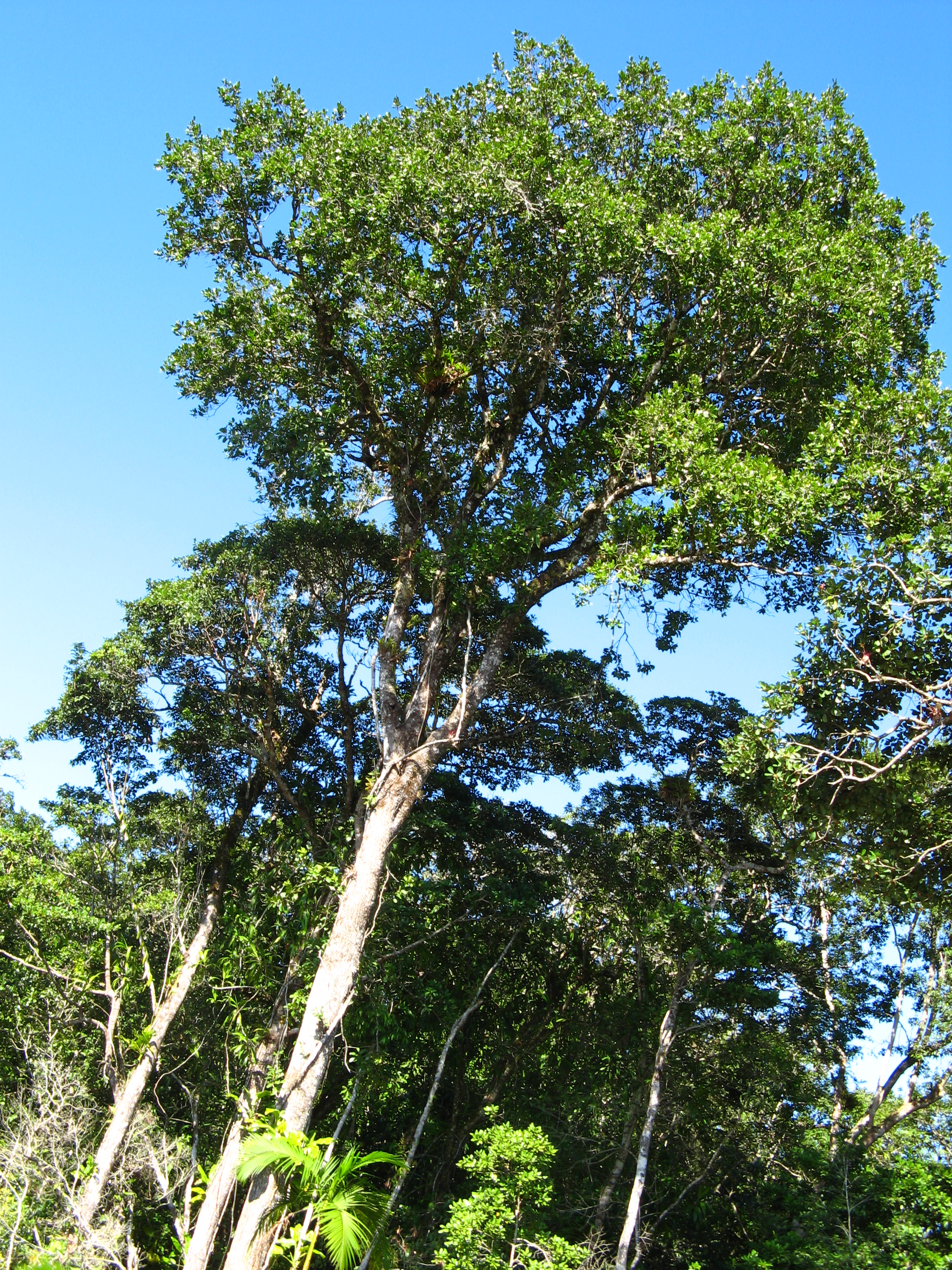
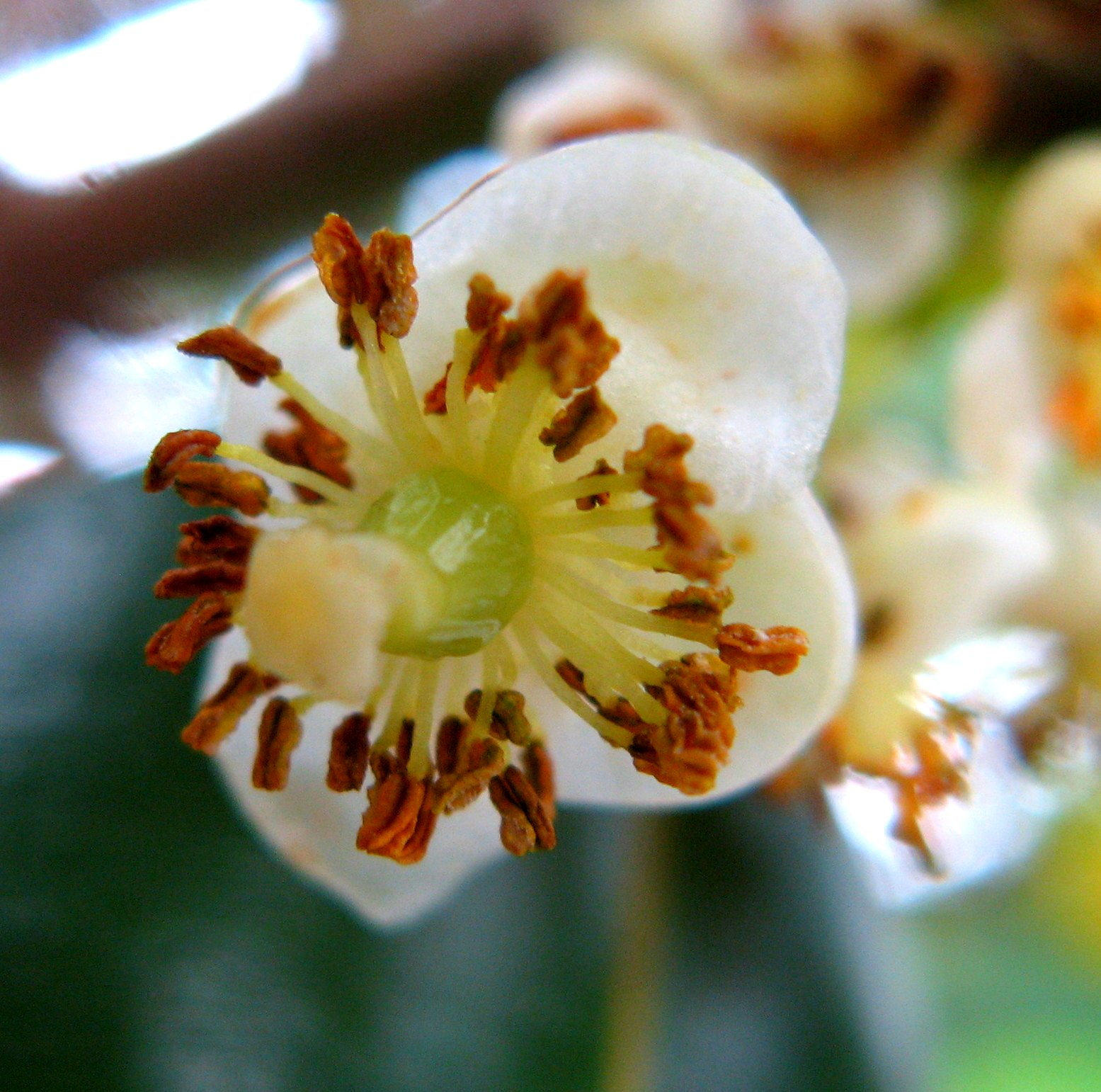
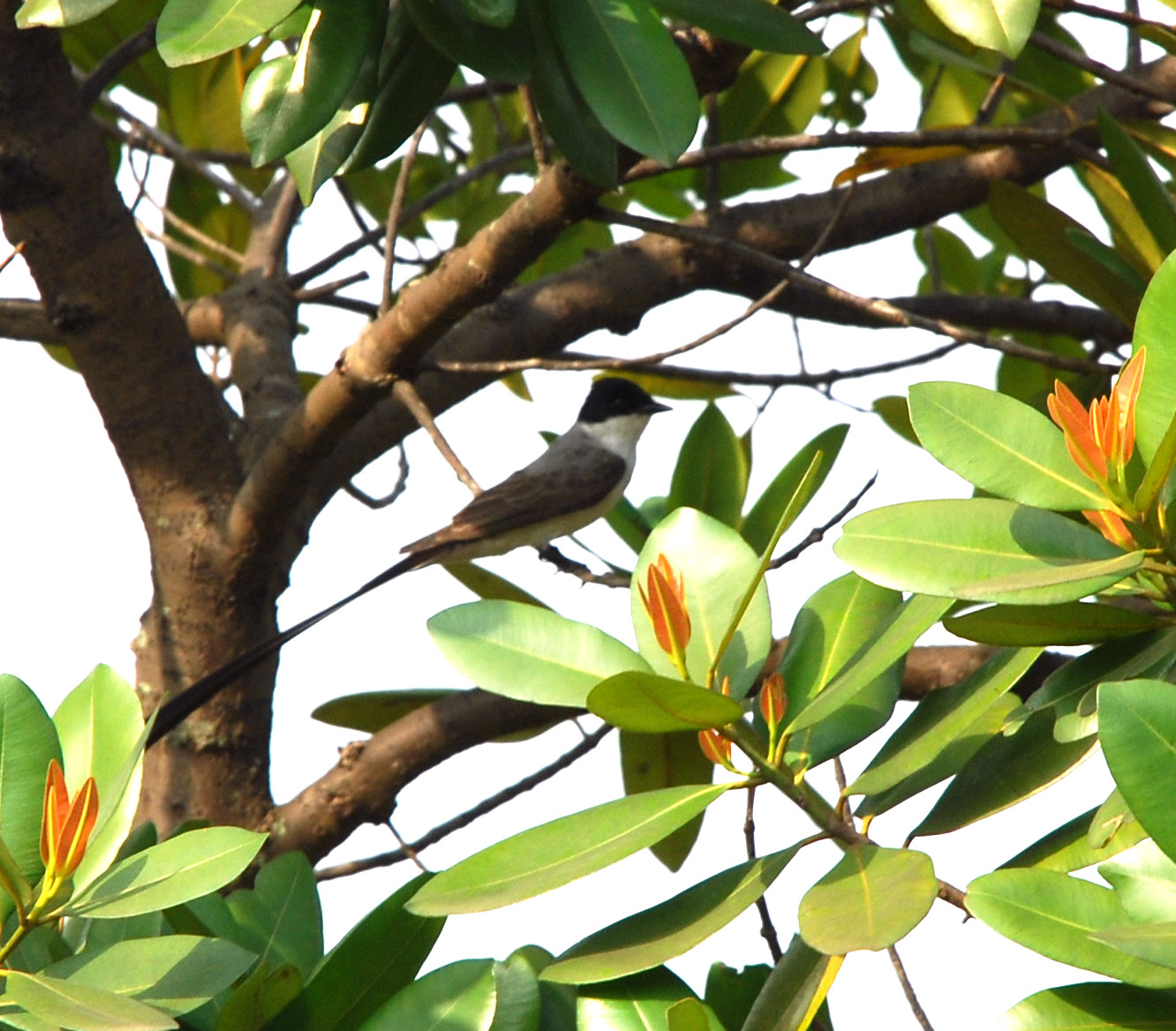
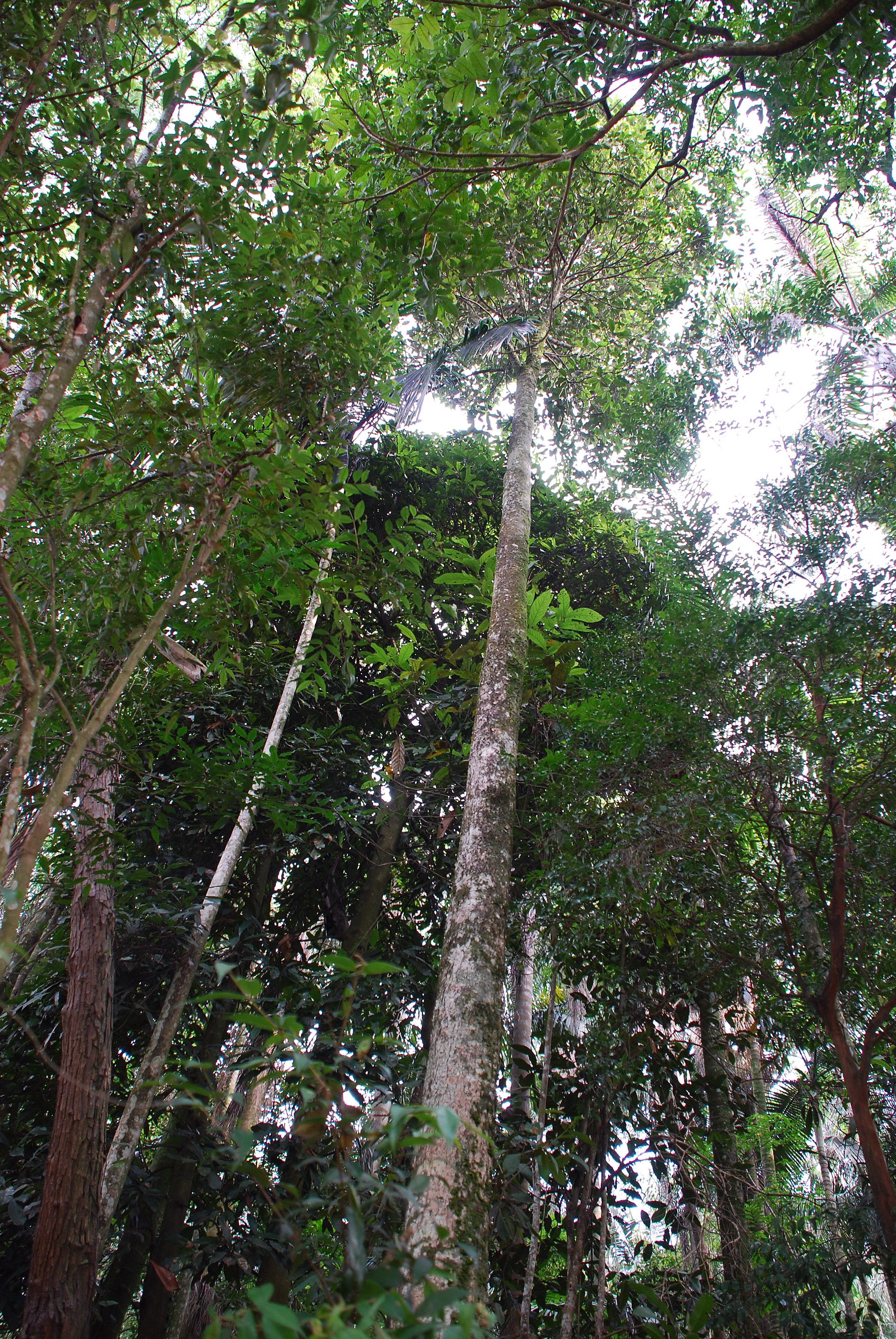